# Lịch sử Tây Ban Nha
Lịch sử Tây Ban Nha bắt đầu từ khu vực Iberia thời tiền sử cho tới sự nổi lên và lụi tàn của một đế quốc toàn cầu, cho tới lịch sử thời hiện đại với tư cách là một thành viên của Liên minh châu Âu.
Những người hiện đại đầu tiên đã di cư tới Tây Ban Nha khoảng 32.000 năm trước. Trong hàng thiên niên kỷ sau đó có nhiều nền văn hóa và nhóm người tới khu vực này, trong đó có người Iberia, người Tartessos, người Celt, người Phoenicia, người Hy Lạp, người Carthage, người Suebi và người Visigoths. Năm 711, người Moors, một đạo quân người Berber và người Ả Rập, đã xâm chiếm và chinh phục gần như toàn bộ bán đảo Iberia. Trong 750 năm tiếp theo, các nhà nước Hồi giáo độc lập được thành lập, toàn bộ khu vực dưới sự kiểm soát của người Hồi giáo được gọi là Al-Andalus. Trong khi đó những vương quốc Kitô giáo ở phía bắc bắt đầu quá trình đấu tranh giành lại bán đảo được gọi là Reconquista, quá trình này kết thúc năm 1492 với sự sụp đổ của Granada.
Vương quốc Tây Ban Nha được thành lập năm 1492 sau sự thống nhất của Vương quốc Castilla và Vương quốc Aragon. Đây cũng là năm chuyến tàu của Christopher Columbus khám phá ra Tân thế giới, đánh dấu sự khởi đầu của Đế quốc Tây Ban Nha. Một tòa án dị giáo được thành lập, những người theo đạo Do Thái và đạo Hồi không chấp nhận chuyển đổi tôn giáo bị trục xuất khỏi Tây Ban Nha.
Trong ba thế kỷ tiếp theo, Tây Ban Nha là cường quốc thực dân có tầm ảnh hưởng nhất trên thế giới. Tây Ban Nha là cường quốc mạnh nhất châu Âu và một cường quốc toàn cầu trong thế kỷ 16 và phần lớn thế kỷ 17. Nền triết học, văn học và mỹ thuật của Tây Ban Nha phát triển rực rỡ trong thời kỳ này. Tây Ban Nha phát triển thành một đế quốc rộng lớn, trải dài từ California tới Patagonia, cũng như các thuộc địa trải dài ở tây Thái Bình Dương. Trở nên giàu có nhờ tài sản thu hái được ở các thuộc địa, Tây Ban Nha bị lôi kéo vào các cuộc chiến tranh tôn giáo và các cuộc chiến với nhiều quốc gia châu Âu khác. Tây Ban Nha mất dần quyền kiểm soát ở các vùng đất ở Hà Lan, Ý, Pháp và Đức ngày nay và bị lôi vào các cuộc chiến tranh với Pháp, Anh, Thụy Điển và Đế quốc Ottoman ở Địa Trung Hải và Bắc Phi. Các cuộc chiến tại châu Âu đã dẫn tới những tổn thất nặng nề về kinh tế, giai đoạn sau thế kỷ 17 chứng kiến sự suy tàn của Đế quốc Tây Ban Nha dưới triều đại Habsburg. Sự suy tàn lên đến đỉnh điểm trong cuộc Chiến tranh Kế vị Tây Ban Nha, cuộc chiến kết thúc đã đẩy Tây Ban Nha từ vị trí một cường quốc hàng đầu châu Âu trở thành một cường quốc hạng hai, mặc dù quốc gia vẫn duy trì được sức mạnh thực dân.
Thế kỷ 18 chứng kiến sự nổi lên của một triều đại mới, Nhà Borbón, triều đại này đã có những nỗ lực tái tạo những thể chế nhà nước và giành được một vài thành công, trong đó có sự tham gia vào Chiến tranh Độc lập Hoa Kỳ. Tuy vậy, cuối thế kỷ 18 và đầu thế kỷ 19, châu Âu trải qua một giai đoạn hỗn loạn với Cách mạng Pháp và các cuộc chiến tranh của Napoléon, hậu quả của cuộc chiến là phần lớn lãnh thổ châu Âu bị Pháp chiếm đóng, trong đó có Tây Ban Nha. Sự chiếm đóng này đã khơi mào cho một cuộc chiến tranh giành độc lập, cuộc chiến đã tàn phá Tây Ban Nha và mở đầu cho phong trào giành độc lập thành công của các thuộc địa ở châu Mỹ. Bị tàn phá bởi cuộc chiến, Tây Ban Nha trải qua thời kỳ bất ổn khi các đảng phái chính trị đại diện cho các nhóm "tự do", "phản động", "ôn hòa" chiến đấu và giành quyền kiểm soát đất nước ngắn hạn. Phong trào dân tộc bùng nổ ở các thuộc địa cuối cùng tại Cuba và Philippines đã dẫn đến một cuộc chiến tranh với Hoa Kỳ, Tây Ban Nha chính thức mất các thuộc địa cuối cùng vào cuối thế kỷ 18.
Sau một giai đoạn bất ổn chính trị đầu thế kỷ 20, Tây Ban Nha bị rơi vào cuộc nội chiến đẫm máu năm 1936. Cuộc chiến kết thúc với sự hình thành của một nền độc tài dân tộc đứng đầu bởi Francisco Franco, chế độ của Francisco Franco đã kiểm soát quốc gia này cho đến năm 1975. Tây Ban Nha là quốc gia trung lập trong Chiến tranh thế giới thứ hai, dù vậy thì rất nhiều chiến binh tình nguyện Tây Ban Nha tham chiến về cả hai phía. Những thập kỷ hậu chiến là giai đoạn tương đối ổn định (ngoại trừ phong trào vũ trang đòi độc lập ở xứ Basque), Tây Ban Nha đã trải qua giai đoạn bùng nổ kinh tế thập niên 1960 và 1970. Triều đại Bourbon đứng đầu bởi hoàng tử Juan Carlos được tái lập sau cái chết của Franco năm 1975. Tây Ban Nha hiện đại, một quốc gia theo chế độ quân chủ lập hiến, là một trong những quốc gia phát triển nhất châu Âu, thành viên của Liên minh châu Âu và là chủ nhà của Thế vận hội Mùa hè 1992.

## Thời kỳ đầu
Ghi nhận sớm nhất về Hominini sống ở châu Âu được tìm thấy trong hang động Atapuerca ở Tây Ban Nha; các hóa thạch được tìm thấy ở đây có tuổi gần 1,2 triệu năm. Con người hiện đại Cro-Magnons đã đến sống ở bán đảo Iberi từ phía bắc của Pyrénées cách đây khoảng 35.000 năm. Dấu hiệu rõ ràng ràng nhất khi con người định cư thời tiền sử là các bức tranh trong hang động nổi tiếng ở động Altamira miền bắc Tây Ban Nha, đã được vẽ vào khoảng 15.000 TCN và được xem là and giai đoạn khởi đầu của nghệ thuật hang động. Hơn thế nữa, di chỉ khảo cổ ở những nơi như Los Millares ở Almería và El Argar ở Murcia cho thấy các nền văn hóa đã phát triển tồn tại ở phần phía đông của bán bảo Iberi vào cuối thời đại đồ đá mới và thời đại đồ đồng.
Thủy thủ Phoenix Hy Lạp và Carthaginia đã định cư thành công dọc theo biển Địa Trung Hải gần Tartessos, ngày nay là Cádiz. Theo Tartessos, nó cũng có thể đề được cập rằng theo John Koch Cunliffe, Karl, Wodtko và các học giả khác, văn hóa Celtic có thể đã phát triển cực thịnh đầu tiên ở xa về phía nam Bồ Đào Nha và đông nam Tây Ban Nha, khoảng 500 năm trước khi có bất kỳ dấu hiệu nào được ghi nhận ở Trung Âu. Tiếng Tartessia xuất phát từ tây nam Tây Ban Nha, được viết trong một bản thảo Phoenix vào khoảng 25 TCN, đã được John T. Koch biên dịch sang Celtic và đang được nhiều triết gia và các nhà ngôn ngữ khác công nhận là bản tiếng Celtic đầu tiên.
Trong thế kỷ 9 TCN, cộng đồng Hy Lạp đầu tiên như Emporion (hiện đại Empúries) đã định cư dọc theo bờ biển phía đông của Địa Trung Hải, từ bờ biển phía nam đến Phoenicians. Người Hy Lạp đã đặt tên Iberia theo tên sông Iber (Ebro trong tiếng Tây Ban Nha). Vào thế kỷ 6 TCN, người Carthaginian đã đến Iberia, chiến đấu với người Hy Lạp đầu tiên, và không lâu sau đó, người Roman đã đến và kiểm soát Tây Địa Trung Hải. Khu vực định cư quan trọng nhất của họ là Carthago Nova (tên Latin của Cartagena ngày nay).
Những người bản địa mà người La Mã đã gặp trong cuộc xâm chiếm của họ ở nơi mà ngày nay là Tây Ban Nha là người Iberian, đã định cư từ phần tây nam của Peninsula đến phần đông nam, và sau đó người Celts, hầu hết định cư ở phần phía bắc và tây nam của. Trong phần giữa của bán đảo, hai hóm này đã tiếp xúc nhau, một nền văn hóa pha trộn và riêng biệt đã hình thành, hay được gọi là văn hóa Celtiberian. Chiến tranh Celtiberi hay chiến tranh Tây Ban Nha đã diễn ra giữa các tôn giáo tiến bộ của Cộng hòa La Mã và nhánh Hispania Citerior Celtiberian từ 181 đến 133 TCN.

## Đế chế La Mã và sự xâm chiếm của các bộ tộc German

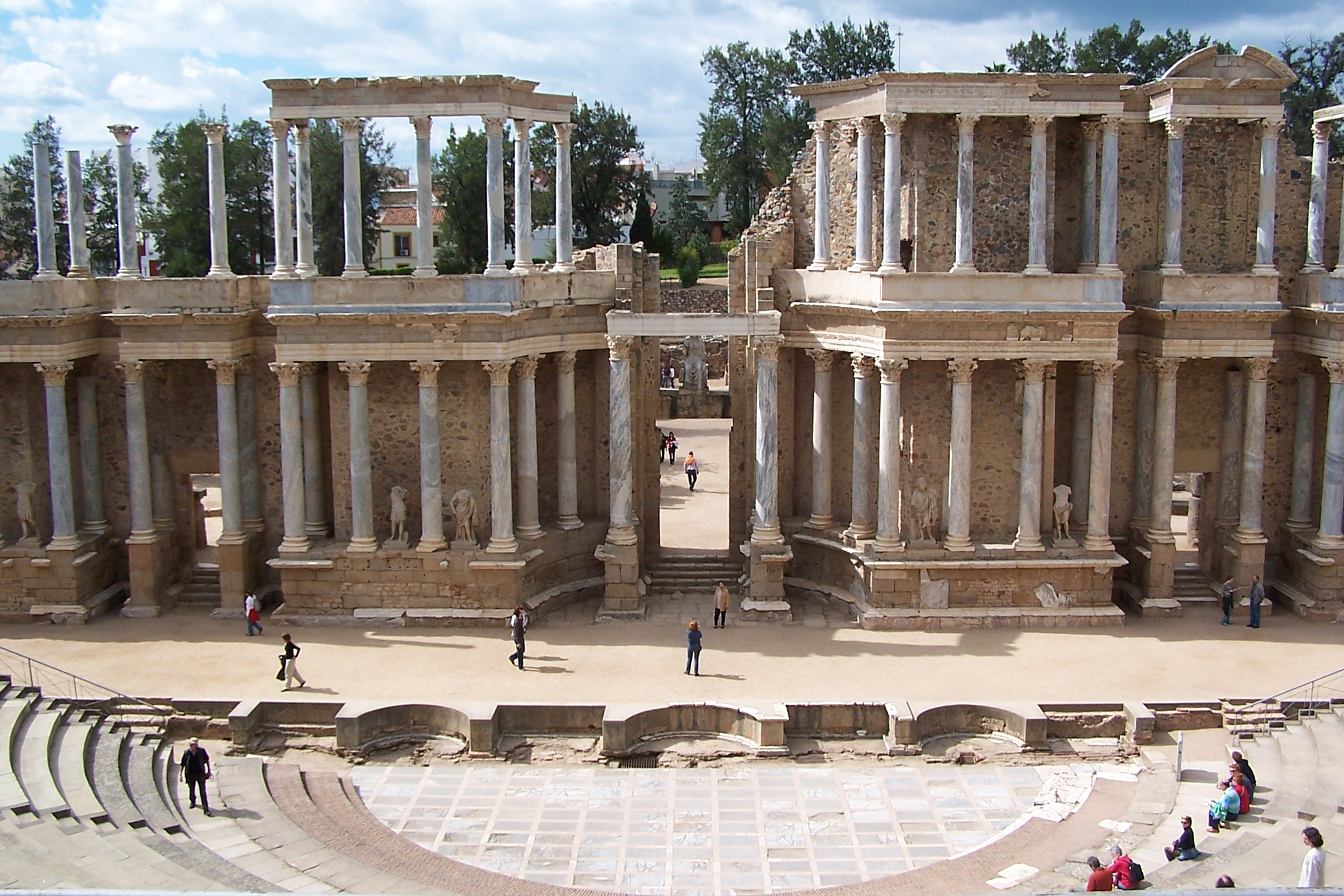
Một nhà hát La Mã cổ ở Mérida

Trong chiến tranh Punic lần thứ hai, Đế chế La Mã đã sáp nhập các thuộc địa thương mại của người Carthage trên biển Địa Trung Hải vào lãnh thổ của mình (từ năm 210 đến 205 trước Công nguyên). Đế chế La Mã đã cai quản toàn bộ bán đảo Iberia trong suốt 500 năm, ràng buộc vùng đất này bởi luật pháp và ngôn ngữ của La Mã. Những con đường lớn cũng được xây dựng nối bán đảo Iberia với đế chế.
Người La Mã đã trùng tu lại các đô thị còn lại như Lisbon (hay còn gọi là Olissipo, nay là thủ đô của Bồ Đào Nha), Tarragona (Tarraco) và thành lập các đô thị mới như Zaragoza (Caesaraugusta), Mérida (Augusta Emerita), và Valencia (Valentia). Nền kinh tế của bán đảo đã phát triển hưng thịnh dưới sự cai trị của La Mã. các sản phẩm nông nghiệp ngày càng tăng lên cùng với việc đưa vào vận hành hệ thống tưới tiêu đồng ruộng, một trong số chúng ngày nay vẫn còn được sử dụng. Các hoàng đế Trajan, Hadrian, Marcus Aurelius và Theodosius I, cùng với triết gia nổi tiếng Seneca đều sinh ra tại Tây Ban Nha. Đạo Cơ đốc đã lan đến Tây Ban Nha vào thế kỉ 1 và trở nên phổ biến vào thế kỉ 2 tại các đô thị. Phần lớn ngôn ngữ, tôn giáo, cơ sở luật pháp của Tây Ban Nha ngày nay đều bắt nguồn từ giai đoạn này.
Các bộ tộc người còn lạc hậu đã xâm chiếm Tây Ban Nha vào thế kỷ 5, khi mà Đế chế La Mã đang trên đà sụp đổ. Người Visigoth, Suebi, Vandal and Alan đã vượt qua dãy núi Pyrenees để tiến vào Tây Ban Nha. Người Visigoth sau đó đã tiếp quản Tây Ban Nha vào năm 415. Sau khi cải theo Thiên chúa giáo La Mã, vương quốc Visigoth đã trở thành một triều đại lớn ở bán đảo Iberia.

## Thời kỳ Hồi giáo

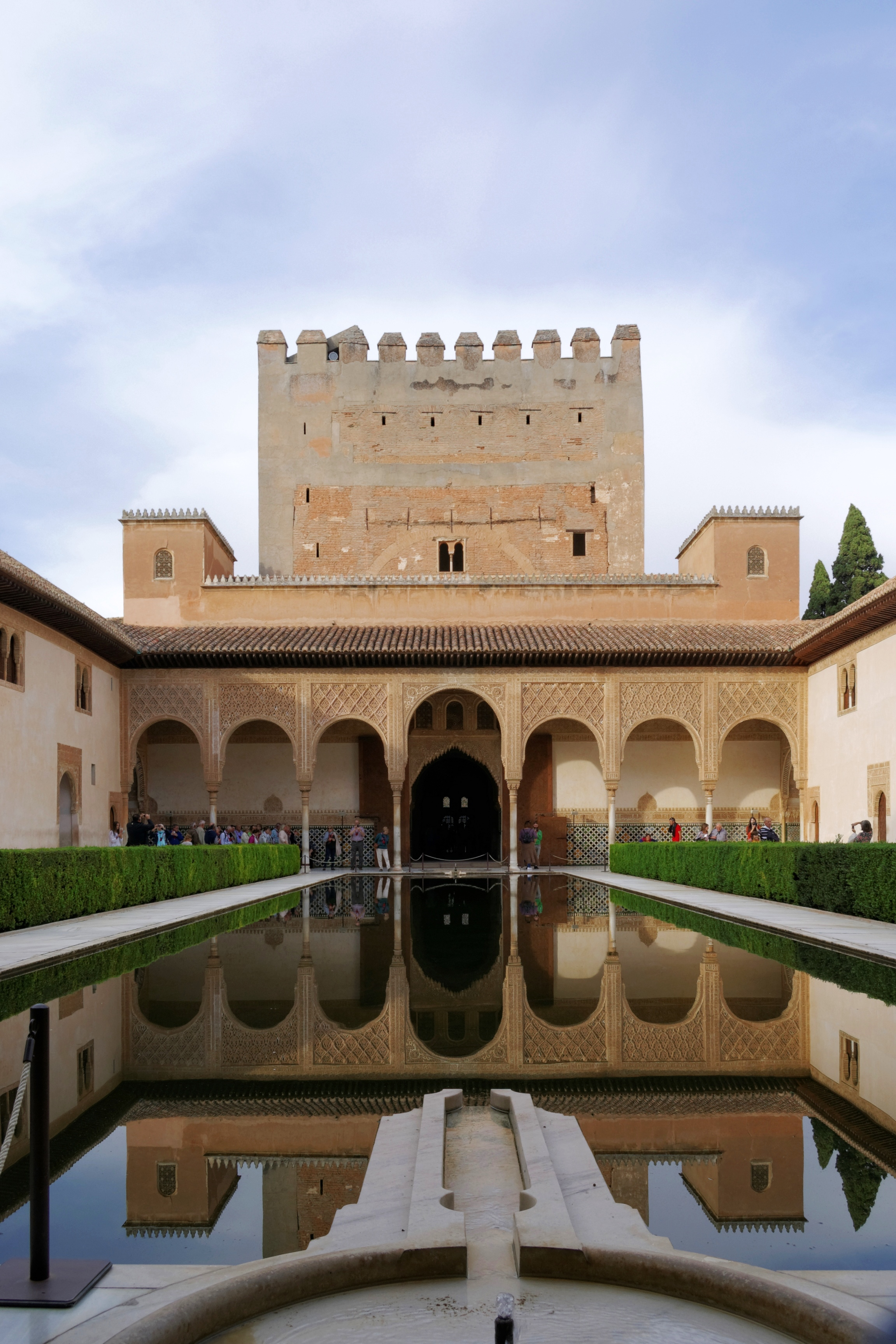
Cung điện Alhambra được xây dựng trong Thời kỳ Hồi giáo tại Tây Ban Nha

Vào thế kỉ 8, bán đảo Iberia đã bị người Berber theo Đạo Hồi từ Bắc Phi nhanh chóng xâm lược (711-718). Sự xâm chiếm này là một phần trong sự mở rộng của triều đại Omeyyad Ả Rập. Chỉ có duy nhất ba vùng đất nhỏ ở miền núi phía bắc còn giữ được độc lập là Asturias, Navarre và Aragón. Trong Thời kỳ Hồi giáo, Tây Ban Nha được biết đến với cái tên Al-Andalus. Thời kì Hồi giáo ở Tây Ban Nha thịnh vượng nhất dưới triều vua Abd-ar-Rahman III.
Dưới chế độ Hồi giáo, Đạo Cơ đốc và Đạo Do Thái vẫn được công nhận, và những tín đồ của những tôn giáo này được quyền tự do thờ phụng tôn giáo của họ. Sự cải sang đạo Hồi đã dẫn đến sự phát triển vững vàng của đất nước. Những sự cải đạo rộng lớn sang Hồi giáo trong thế kỉ 10 và thế kỉ 11 đã biến Tây Ban Nha (hay thời đó gọi là Al-Andalus) thành một quốc gia mà Đạo Hồi vượt trội hẳn so với Đạo Cơ đốc.
Cộng đồng Hồi giáo ở Tây Ban Nha đã bị chia rẽ bởi những căng thẳng trong xã hội. Người Berber vùng Bắc Phi đã có những sự xung đột với người Ả Rập đến từ vùng Trung Đông. Một lực lượng lớn người Berber đã được thành lập, đặc biệt ở thung lũng sông Guadalquivir, vùng đồng bằng van biển rộng lớn ở Valencia và cả ở những vùng núi ở Granada.
Thành phố Córdoba, thủ đô của đế chế Hồi giáo Tây Ban Nha là thành phố rộng lớn nhất, giàu có nhất và phức tạp nhất lúc bấy giờ tại Châu Âu thời Trung Cổ. Thương mại và giao lưu văn hóa phát triển mạnh mẽ. Người Hồi giáo đã đưa vào Tây Ban Nha những nét văn hóa đặc sắc truyền thống của các vùng Trung Đông và Bắc Phi. Các học giả Hồi giáo và Do Thái đã góp phần lớn trong việc phục hồi và phát triển văn hóa của Hy Lạp cổ đại tại Tây Âu. Sự giao lưu văn hóa sâu rộng giữa người Hồi giáo và người Do Thái đã mang đến cho Tây Ban Nha một nền văn hóa vô cùng đặc sắc. Nhiều công trình kiến trúc mang phong cách Hồi giáo vẫn còn tồn tại ở nhiều nơi, tiêu biểu là cung điện Alhambra. Ở nông thôn, quyền sở hữu đất đai từ thời La Mã vẫn được công nhận, rất ít khi xảy ra chuyện tước quyền sở hữu của một ai đó. Một số phương pháp kĩ thuật được áp dụng vào sản xuất đã thúc đẩy nền nông nghiệp phát triển mạnh mẽ.

## Sự sụp đổ của Đế chế Hồi giáo, thống nhất Tây Ban Nha

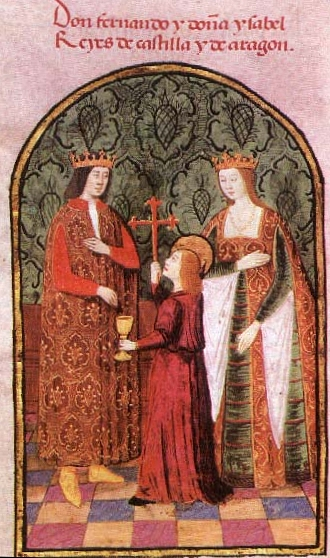
Vua Fernando II của Aragón và nữ hoàng Isabel I của Castilla

Năm 722, vương quốc Asturias theo đạo Cơ đốc được thành lập, chỉ 11 năm sau khi người Berber xâm chiếm bán đảo Iberia vào năm 711. Đầu năm 739, quân đội Hồi giáo bị đuổi ra khỏi Galacia, nơi có một trong những địa điểm thiêng liêng nhất của Đạo Cơ đốc thời trung cổ, Santiago de Compostela. Một thời gian ngắn sau, quân đội của người Frank cũng đánh đuổi thành công quân đội Hồi giáo về phía nam dãy Pyrenees, thành lập một tỉnh Cơ đốc giáo rồi sau này phát triển thành một vương quốc ở phía đông bắc.
Sự suy yếu của Đế chế Hồi giáo Al-Andalus trong những cuộc chiến tranh với vương quốc Taifa đã tạo điều kiện cho sự mở rộng của các vương quốc Cơ đốc giáo. Việc chiếm thành công thành phố trung tâm Toledo vào năm 1085 đã hoàn thành việc giải phóng phần lớn miền bắc Tây Ban Nha. Sau sự phục hồi vào thế kỉ 12 của vương triều Hồi giáo, những vùng đất lớn của người Hồi giáo đã rơi vào tay người Cơ đốc giáo vào thế kỉ 13 như Córdoba năm 1236 vào Sevilla năm 1248. Và người Hồi giáo chỉ còn lại mỗi vùng đất bị bao vây Granada và có vai trò như một tiểu quốc chư hầu ở phía nam. Cũng vào thế kỉ 13, vương quốc Aragón đã mở rộng tới vùng Địa Trung Hải và vươn đến đảo Sicilia.
Năm 1469, ngai vàng của hai vương quốc Cơ đốc giáo Aragón và Castilla đã được hợp nhất bởi lễ cưới giữa vua Ferrando II của Aragón và nữ hoàng Isabel I của Castilla. Năm 1492, vương quốc hợp nhất đã chiếm đóng Granada, chấm dứt 781 năm cai trị của người Hồi giáo tại bán đảo Iberia. Cũng trong năm 1492, với sự hỗ trợ của vua Fernando và nữ hoàng Isabel, nhà thám hiểm Christopher Columbus đã vượt Đại Tây Dương và tìm ra châu Mỹ, một phát kiến địa lý quan trọng hàng đầu của lịch sử. Trong cùng năm, một lượng lớn người Do Thái đã bị trục xuất khỏi Tây Ban Nha bởi Tòa án Dị giáo Tây Ban Nha.
Vua Fernando và nữ hoàng Isabel đã củng cố vững chắc hệ thống quyền lực trung ương, đồng thời cái tên España (Tây Ban Nha) bắt đầu được dùng để chỉ vương quốc hợp nhất. Với những cải cách lớn về chính trị, pháp luật, tôn giáo và quân đội, Tây Ban Nha đã vươn lên trở thành một cường quốc trên thế giới.

## Từ Thời kỳ Khai sáng cuối thế kỉ 18
Sự thống nhất của các vương quốc Aragón, Castilla, León và Navarra đã làm nên nền tảng của đất nước Tây Ban Nha hiện nay và Đế chế Tây Ban Nha. Tây Ban Nha đã trở thành một trong những quốc gia hùng mạnh hàng đầu châu Âu trong thế kỷ 16 và nửa đầu của thế kỷ 17, vị thế đó được tạo nên bởi thương mại phát triển và sự chiếm hữu thuộc địa. Tây Ban Nha đã vươn tới đỉnh cao dưới sự trị vì của hai vua đầu tiên của hoàng triều Habsburg là Carlos I (1516-1556) và Felipe II (1556-1598).
Hệ thống thuộc địa ở đế chế Tây Ban Nha trải rộng khắp Trung Mỹ và Nam Mỹ, México, một phần lớn miền nam Hoa Kỳ, Philippines ở Đông Nam Á, bán đảo Iberia (trong đó có cả Bồ Đào Nha), miền nam Ý, đảo Sicilia và một số nơi ngày nay thuộc các nước Đức, Bỉ, Luxembourg và Hà Lan. Tây Ban Nha là đế quốc đầu tiên được gọi là đế quốc mặt trời không bao giờ lặn. Thời kỳ này được gọi là Kỷ nguyên Khai phá với việc các nước châu Âu đi chiếm thuộc địa, mở ra các trung tâm buôn bán. Cùng với nguồn kim loại, hương liệu, các mặt hàng xa xỉ phẩm mang về từ thuộc địa, các nhà thám hiểm Tây Ban Nha và châu Âu đã mang về rất nhiều kiến thức, làm thay đổi cách nhìn của người châu Âu về thế giới.
Vào thế kỉ 16 và thế kỉ 17, Tây Ban Nha cũng bắt đầu đối mặt với nhiều khó khăn. Đầu thế kỉ 16, bọn cướp biển Barbary hung hãn dưới sự bảo hộ của đế quốc Ottoman đã đột kích vào những vùng ven biển của Tây Ban Nha, với âm mưu lập ra các vùng đất Hồi giáo mới. Thời gian này, những cuộc chiến tranh giữa Tây Ban Nha và Pháp cũng thường nổ ra tại Ý và một vài nơi khác. Tiếp đó, phong trào cải cách tôn giáo ở châu Âu đã khiến đất nước rơi vào bãi lầy của những cuộc chiến tranh tôn giáo.
Giữa thế kỉ 17, những dấu hiệu của sự căng thẳng tại châu Âu ngày càng lộ rõ. Triều đại Habsburg ở Tây Ban Nha đã liên tiếp vướng vào những cuộc xung đột về chính trị, tôn giáo, gây ra nhiều hậu quả về kinh tế. Tây Ban Nha đã giúp đỡ Đế quốc La Mã Thần thánh chống lại những người theo Đạo Tin lành. Nhưng Tây Ban Nha sau đó lại phải công nhận quyền độc lập của Bồ Đào Nha và Hà Lan, từ bỏ một số vùng đất cho Pháp. Từ năm 1640, Tây Ban Nha ngày càng suy yếu dần.
Cuộc tranh luận về quyền kế thừa ngôi báu đã nổ ra vào những năm đầu của thế kỷ 18. Cuộc chiến tranh về quyền thừa kế đã nổ ra tại Tây Ban Nha (1701-1714) với cái giá phải trả là Tây Ban Nha đã mất đi vị trí là một cường quốc ở khu vực. Vương triều Bourbon Pháp đã lên thay thế. Vị vua Borbón đầu tiên là Felipe V đã thống nhất đất nước dưới một chính quyền tập trung, thủ tiêu rất nhiều đặc quyền đặc lợi của quý tộc địa phương. Thế kỉ 18 chứng kiến sự phục hồi dần dần và sự thịnh vượng đã quay trở lại Tây Ban Nha dưới triều đại Borbón. Những ý tưởng của Thời kỳ Khai sáng đã phát huy tác dụng. Vào cuối thế kỉ 18, thương mại tăng trưởng nhanh chóng. Sự giúp đỡ quân sự đối với các thuộc địa Anh trong cuộc Chiến tranh giành độc lập Bắc Mỹ đã cải thiện vị thế quốc tế của Tây Ban Nha.
Các vị vua Tây Ban Nha (1516_1931):
1. Carlos I (24/2/1500 – 21/9/1558): 28/6/1519_16/1/1556
2. Felipe II (21/5/1527 – 13/9/1598): 16/1/1556_13/9/1598
3. Felipe III (14/4/1578 - 31/3/1621): 13/9/1598_31/3/1621
4. Felipe IV (8/4/1605 – 17/9/1665): 31/3/1621_17/9/1665
5. Carlos II (6/11/1661 - 1/11/1700): 17/9/1665_1/11/1700
6. Felipe V (19/12/1683 - 9/7/1746): 16/11/1700_15/1/1724
7. Luis I (25/8/1707 - 31/8/1724): 15/1 _ 31/8/1724
8. Felipe V (19/12/1683 - 9/7/1746): 6/9/1724_9/7/1746
9. Fernando VI (23/9/1713 - 10/8/1759): 9/7/1746_10/8/1759
10. Carlos III (20/1/1716 - 14/12/1788): 10/8/1759_14/12/1788
11. Carlos IV (11/11/1748 - 20/1/1819): 14/12/1788_19/3/1808
12. Fernando VII (14/10/1784 - 29/9/1833): 19/3 _ 6/5/1808
13. José I Bonaparte (7/1/1768 - 28/7/1844): 6/6/1808_11/12/1813
14. Fernando VII (14/10/1784 - 29/9/1833): 11/12/1813_29/9/1833
15. Isabel II (10/10/1830 - 9/4/1904):29/9/1833_30/9/1868

Chính quyền cách mạng:
1. Pascual Madoz Ibanez: Ngày 30 tháng 9 năm 1868 - ngày 03 tháng 10 năm 1868
2. Joaquin Aguirre de la Peña: Ngày 03 tháng 10 năm 1868 - 5 tháng 10 năm 1868
3. Francisco Serrano y Domínguez: Ngày 18 tháng 6 năm 1869 - ngày 2 tháng 1 năm 1870
4. Amadeo I Fernando Maria (30/5/1845 - 18/1/1890): 16 tháng 11 năm 1870 - 11 tháng 2 của năm 1873
5. Nicolás Salmerón Alonso: 18 tháng 7 năm 1873 - 07 tháng 9 năm 1873
6. Emilio Castelar y Ripoll: 07 Tháng Chín năm 1873 - 03 tháng 1 năm 1874
7. Francisco Serrano y Domínguez: 03 tháng 1 năm 1874 - 30 tháng 12 năm 1874

Phục hồi chuyên chế:
1. Alfonso XII (28/11/1857 - 25/11/1885): 29/12/1874_25/11/1885
2. Alfonso XIII (17/5/1886 - 28/2/1941): 17/5/1886_17/4/1931

## Thế kỉ 19

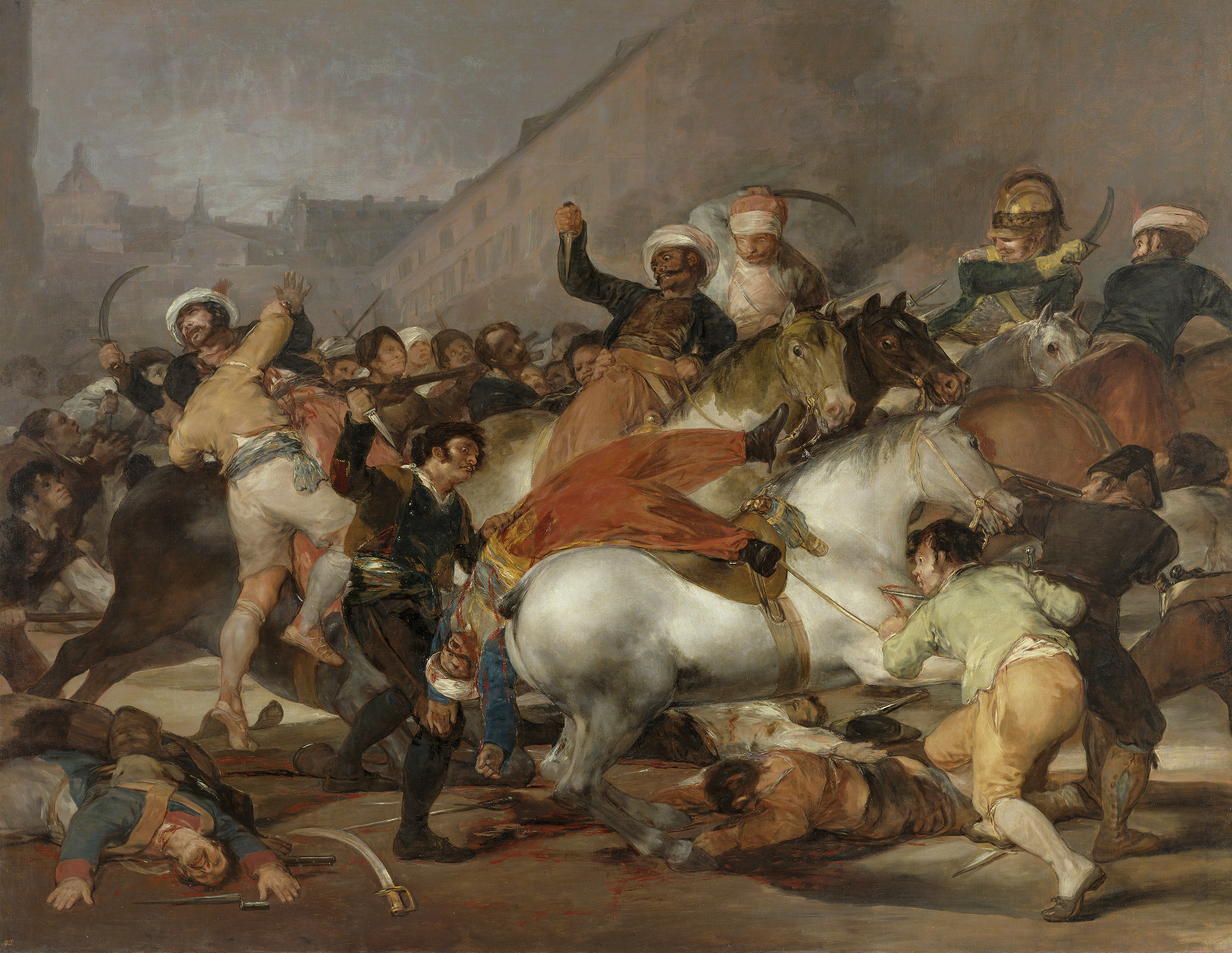
Bức tranh của danh họa Goya vẽ cuộc khởi nghĩa ngày 2 tháng 5 năm 1808

Cuối thế kỷ 18, Tây Ban Nha (cùng với Anh, Áo, đế quốc Ottoman và Phổ,...) giúp đỡ Hoàng gia Bourbon mất ngôi trong Chiến tranh Cách mạng Pháp chống lại nước Cộng hòa Pháp. Nhưng sự thất bại trên chiến trường đã dẫn đến việc vua Carlos IV(1788_1808) phải có những thỏa hiệp với nước Pháp cách mạng. Năm 1804, Đế chế thứ nhất được Hoàng đế Napoléon I của Pháp thành lập. Các cuộc chiến giữa Napoléon và Liên minh chống Pháp của Anh, Áo, Phổ,... xảy ra liên miên trong khi Tây Ban Nha bấy giờ về phe Pháp. Trong trận Trafalgar vào năm 1805, Hải quân Anh do Đô đốc Horatio Nelson thống lĩnh đập tan tác hạm đội hỗn hợp của Hải quân Tây Ban Nha và Pháp, và Đô đốc Tây Ban Nha bị thương chí mạng. Sau đó, việc Tây Ban Nha rút khỏi Hệ thống phong tỏa Lục địa đã khiến Napoléon hết sức tức giận. Ông ta đã đem quân chiếm đóng và hạ bệ vua Carlos IV của Tây Ban Nha. Người dân Tây Ban Nha phản ứng rất mãnh liệt và quyết định ủng hộ con trai vua Carlos là Fernando. Ngày 2 tháng 5 năm 1808, cuộc khởi nghĩa giành độc lập người dân thủ đô Madrid bùng nổ, chống lại quân đội Pháp chiếm đóng.
Tây Ban Nha bị đặt vào vòng phong tỏa của Đế quốc Anh. Trong khi đó, các ủy ban hành chính tuyên bố ủng hộ Fernando, và họ mong có được nhiều quyền tự trị từ Madrid với một bản hiến pháp tự do. Năm 1812, Cádiz Cortes đã thành lập bản hiến pháp đầu tiên của nước Tây Ban Nha, Hiến pháp năm 1812 (19/3/1812) (còn có tên là La Pepa).
Quân đội Anh, dưới sự lãnh đạo của công tước Wellington, đã đánh bại quân đội Pháp ở bán đảo Iberia. Cuộc chiến tranh ở bán đảo Iberia có thể coi là cuộc chiến tranh du kích đầu tiên trong lịch sử cận đại Tây Âu. Những con đường tiếp tế của quân Pháp đã bị ngăn chặn và phá hủy bởi những chiến sĩ du kích Tây Ban Nha. Quân đội Pháp chính thức bị đánh bại trong trận Vitoria năm 1813, và đến năm sau, Fernando IV đã trở thành vua của Tây Ban Nha.
Sự xâm lược của Pháp đã để lại nhiều hậu quả tai hại cho Tây Ban Nha. Nền kinh tế bị tàn phá nặng nề, các thuộc địa của Tây Ban Nha ở châu Mỹ Latinh đua nhau đòi độc lập, nước này chỉ còn lại mỗi hai thuộc địa ở châu Mỹ là Cuba và Puerto Rico.

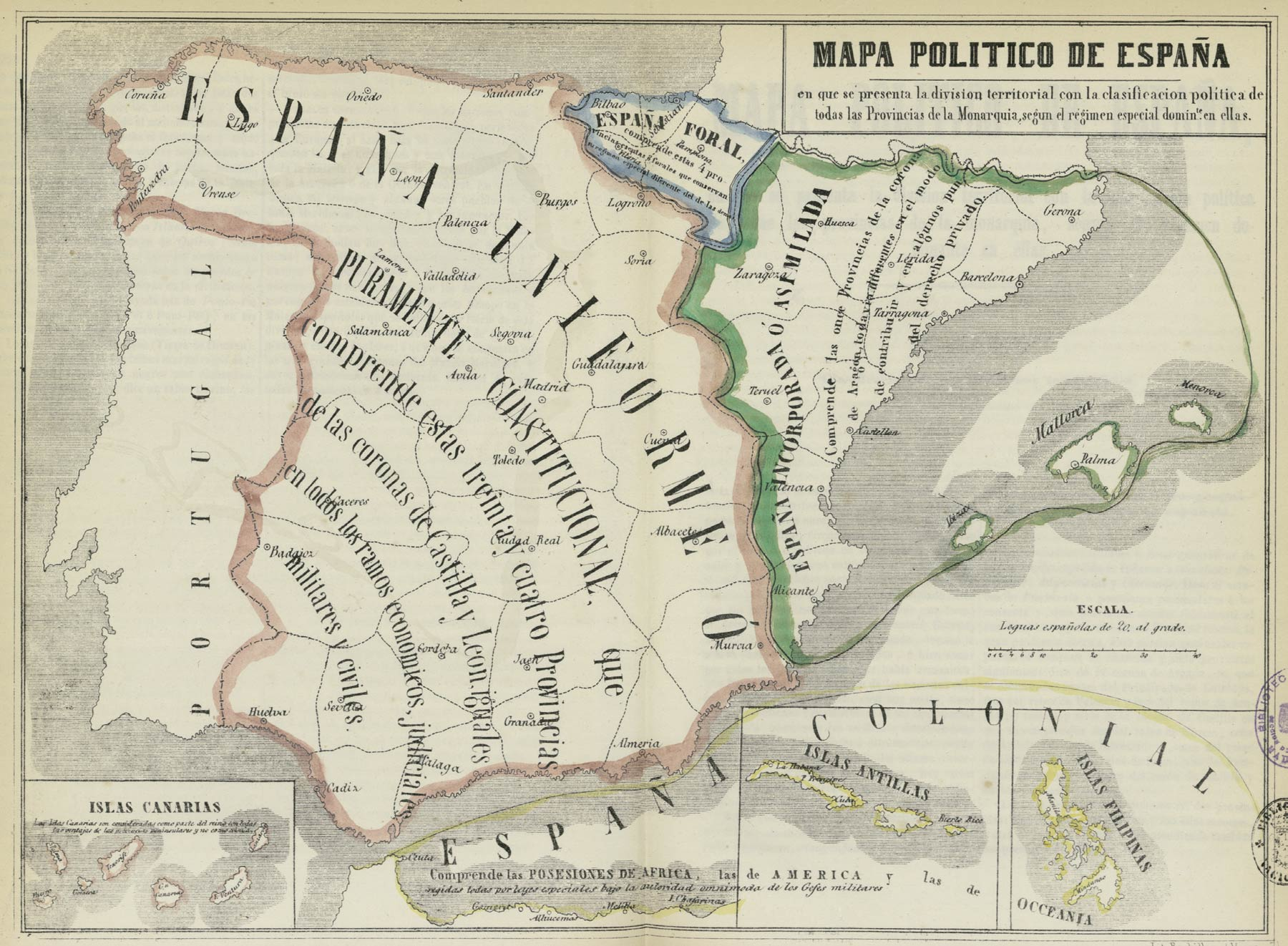
Tấm bản đồ Tây Ban Nha năm 1850

Từ năm 1820-1823, một cuộc cách mạng đã diễn ra ở Tây Ban Nha đòi vua Fernando VII phải thực hiện bản Hiến pháp 1812, lãnh đạo bởi Rafael del Riego (1785_1823) và được người dân ủng hộ. Trước phong trào cách mạng, nhà vua đã phải thừa nhận bản hiến pháp và một số cải cách tư sản đã được tiến hành. Đến tháng 11 năm 1823, quân Bourbon của Pháp do Công tước của Angoulême chỉ huy đã theo lệnh của Liên minh Thần thánh tiến vào đàn áp, Riego bị xử tử.
Năm 1873, nền cộng hòa đầu tiên ở Tây Ban Nha được thành lập. Nhưng đến năm 1874, nền cộng hòa đã bị Nhà thờ Thiên chúa giáo La Mã đàn áp.
Vào cuối thế kỉ 19, những phong trào dân tộc bùng nổ ở Cuba và Philippines, gây ra những cuộc chiến tranh đòi độc lập. Hoa Kỳ đã can thiệp vào các nước này vào năm 1898, cuộc chiến tranh Hoa Kỳ-Tây Ban Nha bùng nổ. Kết quả là Tây Ban Nha đã mất nốt những thuộc địa cuối cùng của mình là Philippines, Guam ở châu Á và Cuba, Puerto Rico ở biển Caribbean.

## Đầu thế kỉ 20
Những năm đầu thế kỉ 20, tình hình Tây Ban Nha tương đối ổn định. Tây Ban Nha đã chiếm một số thuộc địa ở châu Phi như Tây Sahara, Maroc và Guinea Xích Đạo. Tuy nhiên, cuộc chiến tranh nổ ra tại Morocco vào năm 1931 đã làm suy giảm ảnh hưởng của Tây Ban Nha tại các thuộc địa này. Khoảng thời gian cai trị độc tài của tướng Miguel Primo de Rivera (1923-1931) kết thúc với việc nền cộng hòa thứ hai được thành lập. Chính quyền cộng hòa đã trao quyền tự trị cho các vùng như xứ Basque, Catalonia và Galacia, đồng thời công nhận quyền bầu cử của phụ nữ.
Năm 1936, cuộc nội chiến Tây Ban Nha bùng nổ giữa phe của viên tướng độc tài Francisco Franco, được sự ủng hộ của các nước phát xít Đức và Ý với phe Cộng hòa, được 54 quốc gia trên thế giới ủng hộ, trong đó có Liên Xô. Song do nội bộ chính phủ Cộng hòa thiếu thống nhất nên lực lượng ngày càng yếu đi. Ngày 21 tháng 3 năm 1939, Franco chiếm được thủ đô Madrid, chính phủ Cộng hòa bị lật đổ. Franco thiết lập nền thống trị độc tài ở Tây Ban Nha và ông ta trở thành nguyên thủ của đất nước này cho đến khi mất. Cuộc Nội chiến ở Tây Ban Nha được coi là trận chiến mở màn cho Chiến tranh thế giới thứ hai sau đó. Dưới thời Franco, Tây Ban Nha giữ vai trò trung lập trong Chiến tranh Thế giới thứ hai, nhưng vẫn ủng hộ cho phe Trục của các nước phát xít.

## Tây Ban Nha dưới thời Franco
Dưới thời Franco, một nền thống trị độc tài được thiết lập ở Tây Ban Nha. Chỉ có duy nhất một đảng của Franco là hợp pháp, còn tất cả các chính đảng khác đều bị thủ tiêu. Nhiều nhân sĩ tiến bộ đã bị bắt giam hoặc bị giết, nhiều người đã phải chạy sang châu Mỹ Latinh.
Năm 1956, nền thống trị của Tây Ban Nha tại Maroc đã kết thúc. Đến năm 1968, đến lượt Guinea thuộc Tây Ban Nha tuyên bố độc lập, trở thành một quốc gia với tên gọi Guinea Xích Đạo.
Sau chiến tranh thế giới thứ hai, Tây Ban Nha về mặt chính trị và kinh tế khá tách biệt so với thế giới bên ngoài. Nước này vẫn giữ mình đứng ngoài Liên Hợp Quốc cho đến tận năm 1955. Trong thập niên 1960, Tây Ban Nha đã đạt được sự tăng trưởng kinh tế chưa từng thấy và được gọi Phép màu Tây Ban Nha, giúp chuyển đổi nước này thành một quốc gia công nghiệp hóa hiện đại. Các chính sách tự do hóa chính trị và kinh tế trong những năm cuối cầm quyền của Franco được thực hiện khiến cho ngành du lịch hết sức phát triển, chỉ số phát triển con người được nâng cao.

## Từ sau năm 1978 đến nay
Tháng 11 năm 1975, nhà độc tài Franco qua đời vì bệnh tật tại thủ đô Madrid. Juan Carlos trở thành vua của Tây Ban Nha và được coi là người đứng đầu quốc gia. Năm 1978, hiến pháp mới được ban hành, đưa đất nước trở lại với tiến trình dân chủ. Năm 1982, Đảng Công nhân Xã hội Tây Ban Nha (PSOE) lên nắm quyền, đại diện cho sự trở lại của lực lượng cánh tả Tây Ban Nha sau 43 năm. Trong cuộc bầu cử năm 1996, Đảng Nhân dân Tây Ban Nha (PP) đã vượt lên trong cuộc đua tranh vào quốc hội.
Vào ngày 1 tháng 1 năm 2002, Tây Ban Nha đã thông qua việc sử dụng đồng tiền chung châu Âu là euro, đồng tiền chung của 13 quốc gia thành viên của Liên minh châu Âu.
Vào ngày 11 tháng 3 năm 2004, một chùm bom đã phát nổ tại nhà ga tàu điện ngầm tại thủ đô Madrid, giết chết 191 người và làm bị thương hơn 1460 người. Vụ khủng bố này đã gây chấn động dư luận Tây Ban Nha và thế giới. Đồng thời vụ khủng bố này cũng gây ảnh hưởng lớn đến cuộc bầu cử quốc hội Tây Ban Nha 3 ngày sau đó. Kết quả là vào ngày 14 tháng 3 năm 2004, Đảng Công nhân Xã hội Tây Ban Nha đã lại lên cầm quyền, với việc ông José Luis Rodríguez Zapatero trở thành thủ tướng chính phủ của Tây Ban Nha.

## Liên kết
- History of Spain: Primary Documents
- Spanish History Sources & Documents
- Stanley G. Payne The Seventeenth-Century Decline
- Henry Kamen, "The Decline of Spain: A Historical Myth?", Past and Present,) (Explains the complexities of this subject) Lưu trữ ngày 26 tháng 4 năm 2006 tại Wayback Machine
- WWW-VL "Spanish History Index Lưu trữ ngày 11 tháng 11 năm 2022 tại Wayback Machine